# Shirin van Anrooij
Shirin Van Anrooij (Países Baixos, 5 de fevereiro de 2002) é uma ciclista neerlandesa.
Em 2019 proclamar-se-ia subcampeã do mundo na prova contrarrelógio para júniors em Yorkshire.

## Palmarés
2019
- 2ª no Campeonato Mundial Contrarrelógio Júnior